# Nebojša Slijepčević
Pour les articles homonymes, voir Slijepčević.
Nebojša Slijepčević, né en 1973, est un réalisateur et scénariste croate,.
Il a été nommé pour un Oscar dans la catégorie Oscar du meilleur court métrage pour le film L'Homme qui ne se taisait pas,,,.
Lors de la 50e cérémonie des César, il remporte le César du meilleur court métrage de fiction. Sa victoire a été partagée avec Noëlle Levenez.

## Filmographie
- 1997 : La donna e mobile (court-métrage)
- 1998 : Bijes (court-métrage)
- 2000 : O kravama i ljudima (court-métrage)
- 2000 : Vinko na krovu (court-métrage)
- 2004 : Direkt: Obicni ljudi (court-métrage)
- 2005 : Direkt (40) Bez tate (court-métrage)
- 2007 : Za 4 godine (court-métrage)
- 2007 : Ostati ziv (série TV)
- 2009 : Samar (court-métrage intégré au film à sketches Zagrebacke price)
- 2011 : Pas i zec (court-métrage)
- 2012 : Muski film (court-métrage)
- 2013 : Gangster of Love (long métrage documentaire)
- 2013 : Kutija (court-métrage)
- 2016 : Pravda (court-métrage)
- 2016 : Nesto o zivotu (court-métrage)
- 2018 : Srbenka (court-métrage)
- 2021 : Kolazio o lazi (série TV - 4 épisodes)
- 2022 : Banija (court-métrage)
- 2024 : L'Homme qui ne se taisait pas (court-métrage)

## Récompenses et distinctions
Nebojša Slijepčević a été nommé pour 1 Oscar, a remporté 26 victoires et a été nommé à 24 reprises

### Récompenses
- Festival international du film documentaire de Jihlava 2011 : Prix IDFA pour Gangster of Love
- Days of Croatian Film 2016 : Prix du public pour Nesto o zivotu
- Festival de Cannes 2018 : Prix Doc Alliance Selection pour Srebenka
- Festival du film de Motovun 2018 : Mention spéciale pour Srebenka
- Festival de Cannes 2024 : Palme d'or du court métrage pour L'Homme qui ne se taisait pas
- Days of Croatian Film 2024 : Meilleur scénario, meilleur acteur et prix des droits éthiques et humains pour L'Homme qui ne se taisait pas
- 37e cérémonie des prix du cinéma européen 2024 : European Film Award du meilleur court métrage pour L'Homme qui ne se taisait pas
- César 2025 : meilleur court métrage de fiction pour L'Homme qui ne se taisait pas

### Nominations
- Festival international du film de Chicago 2018 : Meilleure documentair pour Srbenka
- Oscars 2025 : meilleur court métrage pour L'Homme qui ne se taisait pas[9]